# Sipyloidea roseonotata
Sipyloidea roseonotata är en insektsart som beskrevs av Ludwig Redtenbacher 1908. Sipyloidea roseonotata ingår i släktet Sipyloidea och familjen Diapheromeridae. Inga underarter finns listade i Catalogue of Life.